# Juul Franssen
Juul Franssen, née le 18 janvier 1990 à Venlo, est une judokate néerlandaise. Combattant dans la catégorie des moins de 63 kg, elle remporte deux médailles lors de championnats du monde, de bronze lors des éditions 2018 et 2019.

## Palmarès

### Compétitions internationales
| Année | Compétition           | Lieu   | Résultat | Catégorie      |
| ----- | --------------------- | ------ | -------- | -------------- |
| 2018  | Championnats du monde | Bakou  | 3e       | Moins de 63 kg |
| 2019  | Championnats du monde | Tokyo  | 3e       | Moins de 63 kg |
| 2020  | Championnats d'Europe | Prague | 3e       | Moins de 63 kg |

### Tournois Grand Chelem et Grand Prix
| Année | Compétition              | Lieu              | Résultat | Catégorie      |
| ----- | ------------------------ | ----------------- | -------- | -------------- |
| 2011  | Grand Prix Abu Dhabi     | Abu Dhabi         | 2e       | Moins de 57 kg |
| 2015  | Grand Prix Samsun        | Samsun            | 3e       | Moins de 63 kg |
| 2015  | Tournoi de Paris         | Paris             | 2e       | Moins de 63 kg |
| 2016  | Grand Prix Almaty        | Almaty            | 3e       | Moins de 63 kg |
| 2016  | Masters de judo          | Guadalajara       | 2e       | Moins de 63 kg |
| 2016  | Grand Slam d'Abu Dhabi   | Abu Dhabi         | 1re      | Moins de 63 kg |
| 2017  | Tournoi de La Haye       | La Haye           | 1re      | Moins de 63 kg |
| 2017  | Masters de judo          | Saint Petersbourg | 3e       | Moins de 63 kg |
| 2018  | Grand Slam Ekaterinbourg | Ekaterinbourg     | 2e       | Moins de 63 kg |
| 2018  | Grand Prix Abu Dhabi     | Abu Dhabi         | 1re      | Moins de 63 kg |
| 2019  | Grand Slam Bakou         | Bakou             | 3e       | Moins de 63 kg |